# Шклярук, Андрей Васильевич
Андрей Васильевич Шклярук (19.08.1901—09.12.1998) — советский военачальник, участник Гражданской войны, Великой Отечественной войны. Генерал-майор танковых войск (1945).

## Биография
Образование среднее. Член ВКП(б) с 1925 года.
Образование: Окончил Высшие военно-политические курсы (1940).
Служба в армии. В РККА с 1920 года по 1925 год и с 22 мая 1930 года.

### Начальная биография
Родился 19 августа 1901 году в местечке Коростышев Радомысльского уезда Киевской губернии (ныне город и административный центр Коростышев Коростышевского района, Житомирской области). Украинец.

### Служба в армии
В РККА с 1920 года по 1925 года и с 22 мая 1930 года. С 22 мая 1930 года — политрук роты 45-го стрелкового полка 15-й стрелковой дивизии. С 1931 года — политрук учебной роты танкетного батальона 15-й стрелковой дивизии. С 1932 года — политрук учебной роты танкетного батальона 30-й стрелковой дивизии.
С 8 февраля 1935 года — военный комиссар отдельного танкового батальона 70-го стрелкового полка 24-й стрелковой дивизии. С 23 октября 1936 года — военный комиссар мото-механизированного батальона 13-й авиа-десантной бригады ОСНАЗ. С 23 ноября 1938 года — военный комиссар 11-го отдельного танкового полка (Закавказский ВО).
С 15 ноября 1939 года по декабрь 1940 года — слушатель Высших курсов усовершенствования политсостава.
9.12.1940 года назначен Заместителем командира по полит/части 4-й легкотанковой бригады.

### В Великую Отечественную войну
С 13 июня по 8 октября 1941 года — и. о. Заместителя командира по политчасти, он же начальник отдела политпропаганды 19-й танковой дивизии 22-го механизированного корпуса.
С 30 ноября 1941 года — военный комиссар 41-й танковой бригады. С 22 апреля 1942 года — военный комиссар 8-го танкового корпуса.
Приказом НКО № 07426 от 06.12.1942 года назначен Заместителем начальника АБТУ по полит/части Воронежского фронта, затем заместитель командующего БТ и МВ по политической части Воронежского фронта (20 октября 1943 года 1-го Украинского). С 6 августа 1945 года — заместитель командующего БТ и МВ по полит/части Центральной группы войск.
С 24 июня 1947 года в распоряжении политуправления Центральной ГВ. 10 сентября 1947 года откомандирован в Киевский ВО для дальнейшего прохождения военной службы. 8.10.1947 года назначен Заместителем командующего БТ и МВ по политчасти Киевского военного округа. Приказом МВС № 01077 от 02.04.1949 г. освобождён от занимаемой должности и убыл на учёбу.
Приказом МВС СССР № 01377 от 31.08.1949 года уволен в отставку по ст. 43 б (по болезни) с правом ношения военной формы одежды с особыми отличительными знаками на погонах.
Проживал в городе Киев.
Умер 9 декабря 1998 года. Похоронен в Киеве.

## Награды
- три Ордена Красного Знамени (20.02.1943[3], 29.05.1945[4], 30.04.1947)[5],
- Орден Богдана Хмельницкого II степени (25.08.1944)[6],
- Орден Отечественной войны I степени (06.04.1945)[7],
- Орден Отечественной войны II степени (10.01.1944)[8],
- Орден Красной Звезды (03.11.1944)[9].

Медали: «За победу над Германией в ВОВ 1941—1945 гг.» (09.05.1945), «За взятие Берлина» (09.06.1945), «За освобождение Праги» (09.06.1945).
- иностранные награды[13].
- Медаль «В память 20-летия Словацкого восстания 1944 года»[14].

## Память
- На могиле установлен надгробный памятник.
- Имя воина увековечено в Главном Храме Вооружённых сил России, и навсегда запечатлено на мемориале «Дорога памяти»[15]